# La voz dormida (novela)
La voz dormida es un libro de la escritora Dulce Chacón, una novela histórica estructurada en tres partes y que se  desarrolla en la posguerra civil española entre la cárcel madrileña de las Ventas y una pequeña pensión de la calle Atocha. Se desarrolla entre los años 1939 y 1963. Fue publicada en 2002 por la editorial Alfaguara. Esta novela en el 2002 fue galardonada con el Premio Libro del Año 2002 otorgado por el Gremio de Libreros.
El 21 de octubre de 2011 se estrenó su adaptación cinematográfica, llevada a cabo por el director Benito Zambrano. Barricada incluyó una canción sobre Hortensia en su disco La tierra está sorda, titulada Hasta siempre, Tensi.

## Sinopsis
En este libro se cuenta la historia de una joven mujer llamada Pepita, caracterizada por ser una mujer valiente y entregada a todo. Tenía una hermana llamada Hortensia, embarazada y presa en la cárcel de Ventas por pertenecer a la guerrilla de esa época.
Un grupo de mujeres, encarceladas en la madrileña cárcel de mujeres de las Ventas, enarbola la bandera de la dignidad y el coraje como única arma posible para enfrentarse a la humillación, la tortura y la muerte. Se nos cuenta la historia de Hortensia, Reme, Tomasa, Elvira y otras mujeres, de cómo viven el encarcelamiento y cómo han llegado a parar a esa prisión.
La obra establece una vuelta a los tiempos de la posguerra española. Escrita en clave periodística, narra el sufrimiento de las mujeres republicanas en las cárceles franquistas en los años inmediatamente posteriores al fin de la contienda, estableciendo una narración desde un punto de vista omnisciente. Es una historia de tiempos de silencio, donde se relata el sufrimiento de aquellas mujeres que perdieron una guerra y la agonía que vivían al desconocer cuál sería su final. La obra está documentada en historias reales, la autora suavizó alguna de ellas e introdujo nuevos matices.

## Estructura
La obra se encuentra dividida en tres partes.
- La primera parte consta de treinta y cinco capítulos. En esta parte el tiempo transcurrido es muy breve y la autora se recrea en los personajes, a los cuales vamos conociendo y sabiendo en qué situación se encuentra cada uno y por qué. Aquí también conocemos muchos de los espacios en los que transcurren los hechos.
- La segunda parte, que es la más breve, está dividida en dieciocho capítulos. Es en esta parte donde Hortensia conoce su sentencia y sabe que va a vivir hasta que nazca su hija. La parte acaba con el fusilamiento de Hortensia.
- La tercera parte tiene treinta y dos capítulos y es la parte en la que el tiempo pasa más deprisa, ya que abarca dieciocho años, mientras que en las otras sólo transcurren unos pocos meses. A medida que esta parte avanza vamos conociendo poco a poco el desenlace que tiene cada personaje y finaliza con la marcha a Córdoba de Jaime y Pepita.